# كارل جون ألفرد غوستافسون
كارل جون ألفرد غوستافسون (بالسويدية: Karl Johan Alfred Gustafsson)‏ هو فلاح وسياسي سويدي، ولد في 1862 في السويد، وتوفي في 1936. حزبياً، نشط في حزب التجمع المعتدل. وقد انتخب member of the First Chamber ‏ عن دائرة Jönköping County (Riksdag constituency) ‏ (1909 – 1933).